# 1490 Pułk Rakietowy
1490 Kijowsko-Łódzki Pułk Rakietowy im. 50-lecia ZSRR (ros. 1490-й гвардейский зенитный ракетный Киевско-Лодзинский Краснознамённый, орденов Кутузова и Богдана Хмельницкого полк имени 50-летия СССР) – samodzielny oddział Sił Zbrojnych Federacji Rosyjskiej w składzie 54 Korpusu Obrony Przeciwlotniczej 6 Armii w Zachodnim Okręgu Wojskowym.
Siedzibą sztabu i dowództwa pułku jest Sablino.